# Jan Karafiát (gimnasta)
Jan Karafiát (Checoslovaquia,) fue un gimnasta artístico checoslovaco, campeón mundial en 1926 en el ejercicio de caballo con arcos.

## Carrera deportiva
En el Mundial celebrado en Lyon (Francia) en 1926 ganó la medalla de oro en caballo con arcos, quedando situado en el podio por delante de sus compatriotas los checoslovacos Jan Gajdos (plata) y Ladislav Vácha (bronce).